# Liste der Monuments historiques in Saint-Marceau (Ardennes)
Die Liste der Monuments historiques in Saint-Marceau führt die Monuments historiques in der französischen Gemeinde Saint-Marceau auf.

## Liste der Immobilien
| Bezeichnung              | Beschreibung | Standort              | Kennzeichnung | Schutzstatus | Datum | Bild           |
| ------------------------ | --- | --------------------- | ------------- | ------------ | ----- | -------------- |
| Château de Saint-Marceau | festes Haus, 15. oder 16. Jahrhundert, im 17. und 18. Jahrhundert zum Schloss umgebaut; mit Wirtschaftsgebäuden und Eckturm | Rue du Château (Lage) | PA00078554    | Classé       | 1990  | weitere Bilder |